# Symbrenthia hippocrene
Symbrenthia hippocrene är en fjärilsart som beskrevs av Otto Staudinger 1897. Symbrenthia hippocrene ingår i släktet Symbrenthia och familjen praktfjärilar. Inga underarter finns listade i Catalogue of Life.